# Svenja Schulze
Svenja Schulze, née le 29 septembre 1968 à Düsseldorf, est une femme politique allemande membre du Parti social-démocrate d'Allemagne (SPD). Elle est ministre fédérale de la Coopération économique de 2021 à 2025.

## Biographie
De 2010 à 2017, elle est ministre de l'Innovation, de la Science et de la Recherche dans les deux cabinets d'Hannelore Kraft en Rhénanie-du-Nord-Westphalie.
Elle est ministre fédérale de l'Environnement, de la Protection de la Nature et de la Sécurité nucléaire dans le quatrième cabinet d'Angela Merkel de 14 mars 2018 au 8 décembre 2021 puis ministre fédérale de la Coopération économique dans le cabinet d'Olaf Scholz depuis cette dernière date.